# Comitato esecutivo per i servizi di informazione e sicurezza
Il Comitato esecutivo per i servizi di informazione e sicurezza (CESIS) è stato un organo di coordinamento dei servizi segreti italiani, Autorità nazionale per la sicurezza, in attività dal 1978 fino alla riforma dell'intelligence italiana del 2007.

## Storia
Fu istituito con la legge 24 ottobre 1977, n. 801,  che riformava l'intelligence italiana, sopprimeva il SID e istituiva il Servizio per le informazioni e la sicurezza militare e il Servizio per le informazioni e la sicurezza democratica. Il comitato aveva il compito di coordinare i due servizi. Era posto sotto le dirette dipendenze della Presidenza del Consiglio dei ministri.

## Funzioni
La sua segreteria generale rappresentava il punto d'incontro fra i due servizi, e aveva il compito di presentare il materiale raccolto al Governo e Parlamento; attraverso di essa il presidente del Consiglio garantiva l'unità della direzione politica dei servizi.

Il segretario generale esercitava la funzione di Autorità nazionale per la sicurezza, formalmente propria del presidente del Consiglio.
Il personale che lavorava sotto la supervisione dell'Autorità per la Sicurezza era collocato presso il terzo reparto dell'ufficio. 
Al suo interno è posto l'"Ufficio Centrale per la Sicurezza" (UCSI) con la funzione di tutelare il segreto di stato.
Il primo responsabile del comitato fu il prefetto Gaetano Napoletano, mentre l'ultimo a ricoprirne l'incarico fu Giuseppe Cucchi che traghetta il servizio nel nuovo Dipartimento delle informazioni per la sicurezza.

### Segretari Generali
- Gaetano Napoletano (1977 - 1978)
- Walter Pelosi (1978 - 1981)[2]
- Orazio Sparano (1981 - 1987)
- Giuseppe Richero (1987 - 1991)
- Ambasciatore Francesco Paolo Fulci (1991 - 1993)
- Generale Giuseppe Tavormina (1993 - 1994)
- Prefetto Umberto Pierantoni (1994 - 1996)
- Francesco Berardino (1996 - 2001)
- Prefetto Fernando Masone (2001 - 2003)
- Emilio Del Mese (2003 - 20 novembre 2006)
- Generale Giuseppe Cucchi (21 novembre 2006 - 1º agosto 2007)